# Joseph Pilates
Joseph Hubertus Pilates (Mönchengladbach, 9 de desembre de 1883 – Ciutat de Nova York, 9 d'octubre de 1967) fou el creador d'un mètode d'entrenament físic-mental que anomenà Contrologia, per prevaler el control de la ment sobre el cos. Avui dia és conegut com a mètode Pilates o simplement Pilates.
Va néixer a la petita localitat de Mönchengladbach, a prop de Düsseldorf. El seu pare, el cognom original del qual era Pilatu, era d'ascendència grega i va ser un important atleta a Alemanya. La seva mare era naturòpata i d'ascendència alemanya.
Joseph Pilates va ser un nen malaltís. Va patir asma, raquitisme i febre reumàtica, per la qual cosa va desenvolupar una musculatura feble que va derivar en alteracions posturals i una disminució de moviment. Això el va dur a estudiar el cos humà, buscant la manera d'enfortir-se mitjançant l'exercici físic. El metge de la família li va regalar un vell manual d'anatomia i amb ell va aprendre totes les parts del cos. També va passar molt de temps estudiant el moviment dels animals, filosofies orientals i els mètodes d'entrenament dels antics grecs i romans, als quals admirava perquè considerava que havien aconseguit l'ideal d'equilibri entre el cos, la ment i l'esperit. També va practicar diverses disciplines que influirien en el seu mètode d'entrenament, com culturisme, lluita, ioga, tai-txi, meditació i gimnàstica, al que va sumar l'estudi de la mecànica corporal i de la correcta respiració.
La seva determinació per millorar va ser tal que amb catorze anys, superades les seves malalties, va començar a posar com a model anatòmic i amb el temps va esdevenir un gran esportista, aconseguint cert èxit com boxejador i gimnasta i adquirint un bon nivell en natació, submarinisme i esquí.
Després de molts anys d'estudi i un selectiu procés de descart, Joseph Pilates va començar a esbossar el seu propi mètode. No obstant això va arribar la Primera Guerra Mundial i va ser reclutat en l'exèrcit del seu país. Fou fet presoner de guerra i va començar a aplicar les seves pròpies tècniques en els seus companys de camp i a treballar amb malalts de guerra. Utilitzant molles subjectes a llits, organitzava l'exercitació sistemàtica dels músculs, de manera que poguessin recuperar el to muscular.
Una cop conclosa la guerra, es va traslladar als Estats Units i, instal·lat a Nova York, va començar a fer classes del seu mètode a un selecte grup d'alumnes compost principalment per famosos atletes i prestigiosos ballarins com George Balanchine i Martha Graham.
El mètode, originalment anomenat pel seu creador Contrologia ("Contrology"), en referència a l'ús de la ment per controlar els músculs, i s'enfoca principalment a la correcta postura dels músculs que ajuden a sostenir el cos equilibrat, en particular, l'alineació de l'espina dorsal i la fortalesa dels músculs dorsals que contribueixen a alleujar i prevenir mals d'esquena.